# Torneo Godó 2006
Torneo Godó 2006 — тенісний турнір, що проходив на кортах з твердим покриттям у місті Барселона, Іспанія з 24 квітня . Належав до категорії ATP International Series Gold, був турніром серії Відкритий чемпіонат Барселони з тенісу 2006 року.

## Фінальна частина

### Одиночний розряд
Рафаель Надаль —  Томмі Робредо 6–4, 6–4, 6–0

### Парний розряд
Марк Ноулз (тенісист) /  Деніел Нестор —  Маріуш Фирстенберг /  Марцин Матковський 6–2, 6–7(4–7), [10–5]